# Mónica Rodríguez (cantautora)
Mónica Rodríguez Marín (La Ligua, 4 de noviembre de 1980), también conocida por su nombre artístico Monik, es una cantautora, compositora e ingeniera comercial chilena. Ganadora de Operación Triunfo Chile, única versión del programa busca talentos que se desarrolló en Chile en 2003. Ha obtenido premios internacionales como Performer y Songwriter, además de ser galardonada con el tercer lugar en el Worldbest Cannes 2004.

## Biografía
Nació en La Ligua, Petorca, Chile, aunque pronto se trasladó a vivir a San Felipe y con 9 años a la ciudad de La Serena donde ingresó en la Escuela Experimental de Música Jorge Peña Hen donde adquirió conocimientos en violín, piano, canto lírico y teoría y solfeo.
Luego de la separación de sus padres, con 13 años, fue a vivir a Santiago de Chile, y continuó en el Colegio San Marcos donde participaba activamente en el coro del colegio, cantando para las graduaciones y festivales. 
Con 16 años gana su primer concurso de canto organizado por Radio Rock & Pop dando su primera entrevista con Iván Valenzuela. Además ese mismo año  participó en un concurso radial de imitaciones donde conoció a Marcelo Aldunate, quien sería el productor de su segundo álbum.
Con el paso del tiempo se radicó en Miami, Estados Unidos, con su pareja e hijos.

## Trayectoria
Tiene más de 20 años de carrera en la que ha lanzado 4 discos de estudio.
Comienza a trabajar cantando de bares acompañada sólo de un guitarrista cuando tenía 17 años, rinde la PAA e ingresa a estudiar Ingeniería Civil a la Universidad Diego Portales, paralelamente trabaja también como garzona en distintos restaurantes y bares de Santiago.
Con 18 años inició clases de canto lírico con la maestra Cecilia Frigerio en la Escuela Moderna de Música y paralelamente formó su primera banda “Deja Vu” (1998), con la cual inició un circuito de varios conciertos (Zoom, Café del Cerro, Oz, Tom Pub) para luego concentrarse en eventos privados como fue el de la Fiesta de La vendimia en Alonso de Córdova o la Inauguración del Club Balthus.
En 1999 Monik congela sus estudios y continúa realizando shows con su banda y trabajando en bares hasta que en el año 2000 la banda se desintegra y viaja a la ciudad de México a probar suerte grabando tres demos para la EMI Publishing México. Luego de esta experiencia decide regresar a Chile y retomar sus estudios, ahora de Ingeniería Comercial en la misma universidad y vuelve a trabajar en bares, cantando y atendiendo al público, con la intención de poder grabar su primer álbum.
En 2003 después de muchas ofertas para ingresar en programas de talentos decide ingresar a Operación Triunfo, donde capta fuertemente la atención de la prensa y luego de sortear un casting de 8000 participantes y vivir un encierro de 4 meses en la Academia Coca Cola, obtiene el tercer lugar en la competencia a través de votación del público y el primer lugar por jurado. 
Durante el concurso nunca fue nominada por el Jurado y fue favorita del público en reiteradas Galas, como primera finalista grabó "Mi Enfermedad”, la cual fue incluida en el Primer Disco de Operación Triunfo, obteniendo así Disco de Oro.Por ser la ganadora del concurso escogida por el jurado, Monik representaría a Chile en el World Best Cannes, festival que reúne a todos los ganadores de Operación Triunfo del Mundo (11 países), donde cantó "Lady Marmalade", canción asignada por sorteo obteniendo el Tercer lugar entre 11 países, además tuvo la oportunidad de compartir escenario con Lionel Richie, cantando "All Night Long".
En 2004 regresó a Chile pasando a ser artista prioritaria del sello Universal Music con quien lanzó su primer álbum Mónica producido por Claudio Quiñones con los singles Se Sincera escrito por ella, el segundo sencillo Sin Ti Seguiré (compuesto por Guz) pasa a ser el Número 1 en el ranking radial en un mes lo que potenció la carrera de Mónica. Grabó su primer videoclip con el cineasta Sebastián Araya (director de Azul y Blanco). Grabó “Chao”, perteneciente al Soundtrack de Promedio Rojo (Nicolás López) el cual tuvo alta rotación en las radios, también participó en el disco "Proyecto Mono" con el opening de Candy Candy, sencillo que también fue el único que tuvo rotación radial y que fue utilizado además para comerciales de televisión.

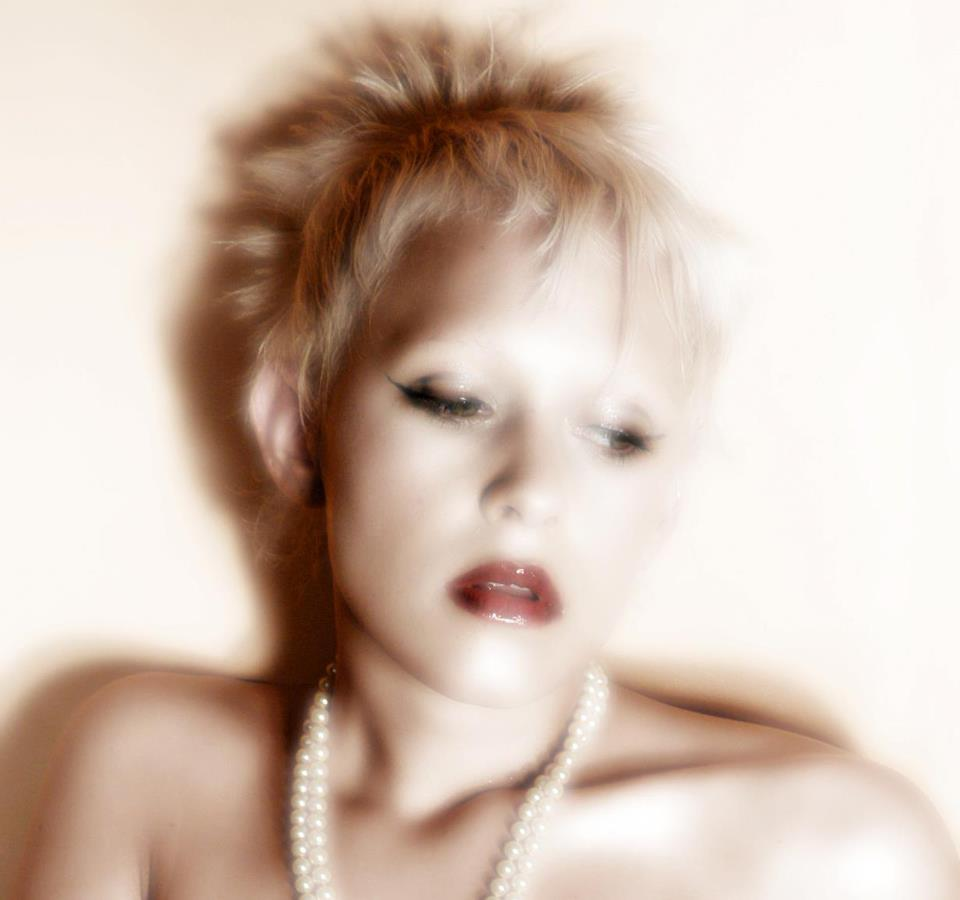
Mónica Rodríguez

Posteriormente se desvincula de Universal Music, retoma sus estudios universitarios y agrupando nuevos músicos conforma una nueva bando "Monik" comenzando a preparar de forma independiente su segundo álbum de estudio bajo la producción musical de Marcelo Aldunate y editado por Leader Music el año 2007. El nuevo álbum está compuesto por 10 canciones escritas por Mónica su primer sencillo ”Grita” tuvo fuertes repercusiones por su temática central la cual que llamaba a denunciar los abusos, posteriormente los sencillos Grita, Invierno bajo el sol, Ángel Errado y Rocío mantuvieron a Monik realizando Shows (La Batuta, Cine Arte Alameda, Estadio Nacional, salas SCD) en diversos lugares del país.
El año 2009 se gradúa como Ingeniera Comercial y en 2011 comienza a grabar su tercer álbum de estudio , el segundo como solista, junto a Gonzalo González y con la cooperación de Franklin Zuvic (Déjà Vu, Truman) en producción y arreglos. 
En el año 2012 y bajo su sello que lleva su nombre (Mónica Rodríguez) y se distribuyò a través de tiendas Bamers. Monik lanza su tercera producción titulada “Fingir”,segundo como solista en Estudios Triana (Chalo González), cuyos singles “De a Dos” y  “Te busco” alcanzan una alta rotación en las radios nacionales. Dicho logro la llevó a presentarse en el mítico BullDog de Ciudad de México y realizar una gira radial por el Distrito Federal.  El videoclip de "De a Dos" fue lanzado a mediados de 2014.
En 2018 publica su cuarto disco titulado Viva que incluye 12 canciones de su autoría en inglés, español y nuevas versiones de sus singles más populares, producido por Nicolás Quiroga y masterizado por Chris Gehringer en Nueva York. Su primer single fue Speechless.

## Discografía

### Álbumes
| Álbum  | Año  | Sello discográfico | Lista de canciones | Autores | Singles                       |
| ------ | ---- | ------------------ | --- | --- | ----------------------------- |
| Mónica | 2004 | Universal Music    | 1. No resistiré 2. Todo lo que vi pasar 3. Razones Vivas 4. No te vas a escapar 5. Brillaremos Juntos 6. Sé Sincera 7. Yo soy libre 8. Amanece 9. Mi Enfermedad 10. Sin ti seguiré 11. Días Eléctricos 12. Zen 13. Sé Sincera (remix) | - Claudio Quiñones - Javier Villarroel - La Ley - Farid Abdul - Claudio Quiñones - Mónica Rodríguez(Monik) - Javier Villarroel - Natalio Faingold - Andrés Calamaro - Guz - Claudio Quiñones - Monik - Monik | - Sé Sincera - Sin ti Seguiré |

| Álbum | Año  | Sello discográfico | Lista de canciones | Autores | Singles                                               |
| ----- | ---- | ------------------ | --- | --- | ----------------------------------------------------- |
| Monik | 2006 | Leader Music       | 1. Mi Verdad 2. Grita 3. Angel Errado 4. Duele 5. Contra Dios 6. Invierno Bajo El Sol 7. No Volverás 8. Paso Lento 9. There Must Be An Angel (Playing with my heart) 10. Rocío 11. Tu Cruz 12. The Drugs Don't Work | - Mónica Rodríguez-F.Zuvic - Mónica Rodríguez-F.Zuvick - Mónica Rodríguez-F.Zuvic - Mónica Rodríguez - Mónica Rodríguez-F.Zuvic - Mónica Rodríguez-F.Zuvic - Monik - Monik - Lennox/Stewart - Mónica Rodríguez-F.Zuvic - Mónica Rodríguez-F.Zuvic - Ashcroft | - Grita - Invierno Bajo El Sol - Angel Errado - Rocío |

## Programas de televisión
| Año       | Programa          | Rol      | Canal |
| --------- | ----------------- | -------- | ----- |
| 2003      | Operación Triunfo | Cantante | Mega  |
| 2007      | El Baile en TVN   | Cantante | TVN   |
| 2007-2008 | Yingo             | Jurado   | CHV   |